# エルゼビア

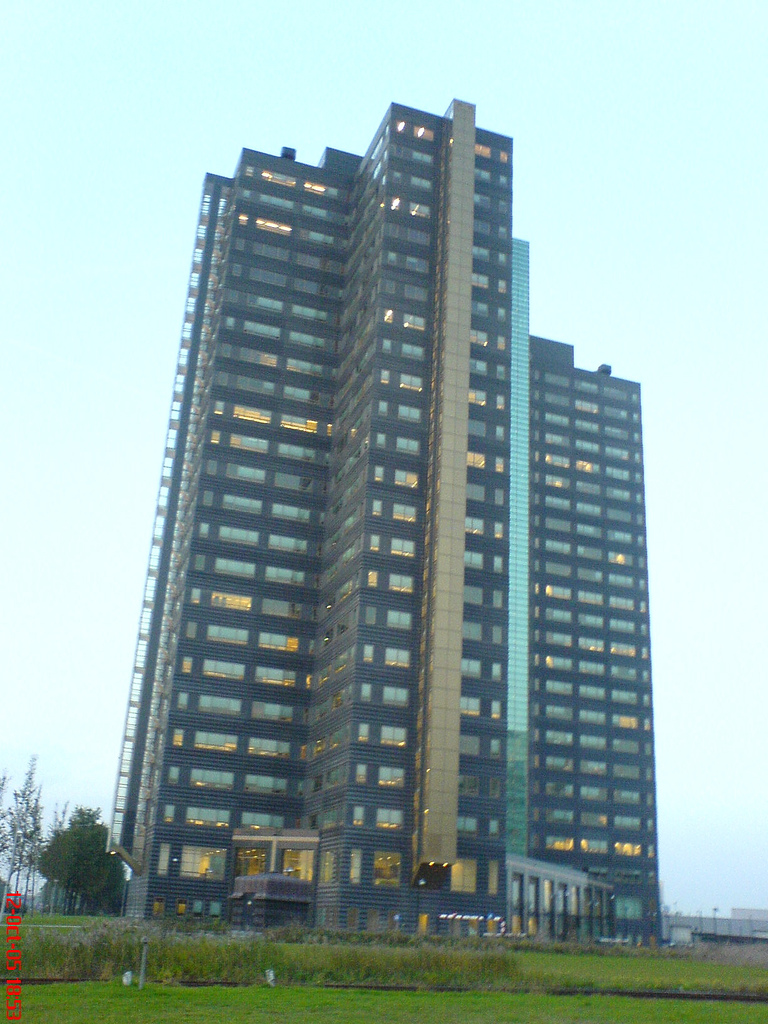
エルゼビア本社ビル（オランダ・アムステルダム）。

エルゼビア社のロゴ

エルゼビア (Elsevier B.V.、エルゼビア・ベーフェー) は、オランダ・アムステルダムを本拠とする国際的な出版社。医学・科学技術関係を中心とする世界最大規模の出版社で、学術雑誌も多数発行している。現在はレレックス・グループの100%子会社である。日本法人はエルゼビア・ジャパン株式会社。

## 歴史
1880年にロッテルダムで創業、社名は近世オランダの出版業者だったロデヴァイク（ルイス）・エルゼビアに由来している。

## 現況
現在、The Lancet（医学）、Cell（生物学）、Tetrahedron Letters（化学）などの医薬・生理・科学・数学・工学の先端的な科学学術雑誌、Trends シリーズや、専門書を出版している欧州屈指の歴史ある学術専門出版社のひとつ。また、自社出版物の内容を収録したオンラインジャーナルのプラットフォーム・ScienceDirectや、有機化学データベースのバイルシュタイン・データベース、無料の医学・科学技術文献データベースのScirus や科学技術機関リポジトリのSocial Science Research Network（社会科学、人文科学、生命科学、健康科学 他）を運営している。
ただし近年は一部に、学術雑誌の購読料が高すぎる（年間5千ドルのものもある）という批判があり、2012年にはエルゼビア社の論文誌への投稿をボイコットする運動（学界の春）やSci-Hubなどのダウンロードサイトによる活動が起こっている。